# Sri Wahyuni Agustiani
Sri Wahyuni Agustiani, född 13 augusti 1994, är en indonesisk tyngdlyftare.
Agustiani tävlade för Indonesien vid olympiska sommarspelen 2016 i Rio de Janeiro, där hon tog silver i 48-kilosklassen.